# Melkaderbrug
De Melkaderbrug is een betonnen liggerbrug over de Melkader in Kallo, een deelgemeente van Beveren. De brug ligt in de N450 en werd gebouwd in 1953. De brug heeft een lengte van 24 m (twee overspanningen van elk 12 m) en is 14,3 m breed.